# Spodoptera ciligera
Spodoptera ciligera är en fjärilsart som beskrevs av Achille Guenée 1852. Spodoptera ciligera ingår i släktet Spodoptera och familjen nattflyn. Inga underarter finns listade i Catalogue of Life.